# Katinka Hofmann
Katinka Hofmann (Karlsruhe, 24 de febrero de 1999) es una deportista alemana que compite en piragüismo en la modalidad de aguas tranquilas. En los Juegos Europeos de Cracovia 2023 consiguió una medalla de plata en la prueba de K4 500 m.

## Palmarés internacional
| Juegos Europeos | Juegos Europeos    | Juegos Europeos  | Juegos Europeos |
| Año             | Lugar              | Medalla          | Competición     |
| --------------- | ------------------ | ---------------- | --------------- |
| 2023            | Cracovia (Polonia) | Medalla de plata | K4 500 m        |